# Пуцањ (ТВ филм из 1970)
„Пуцањ” је југословенски ТВ филм из 1970. године који је режирао Крешимир Голик. 

## Улоге
| Глумац            | Улога |
| ----------------- | ----- |
| Неда Арнерић      |       |
| Божидарка Фрајт   |       |
| Марко Николић     |       |
| Божидар Орешковић |       |
| Фабијан Шоваговић |       |
| Ђуро Утјешановић  |       |
| Антун Врбенски    |       |